# 야마토 민족
야마토 민족(일본어: 大和民族)은 현재 일본에서 다수를 차지하고 있는 민족을 이르는 말이다.
일본에서 현재까지 정치적으로나 인구적, 언어적으로 다수파를 구성해 왔다. 이름의 유래는 일본에서 4세기에 존재했던 야마토 시대에서 따왔다.

## 야마토
야마토(大和)는 서기 3세기 말에 세워진 일본 최초의 통일정권으로 일본에서 다수를 차지하는 종족의 통칭어다.

### 최초의 통일국가
일본사 최초의 통일국가, 야마토 정권의 고분(古墳) 시대는 일본의 통일 권력이 형성되고 발전한 시대다. 4세기 중엽 고분은 규슈 북부에서 중부 지방까지 확대되었는데 특히 야마토를 중심으로 한 긴키 지방에 거대한 고분이 집중적으로 만들어졌다. 이로 미루어 4세기 전반에 야마토와 그 주변 호족이 연합하여 이른바 야마토 정권을 만들고, 점차 규슈 북부에서 혼슈 중부에 이르는 지역의 수장과도 정치적 연합을 추진해 나간 것으로 보인다. 이것을 야마토 정권이라 부르는 것이다.
야마토는 지금의 나라현으로 긴키 지방에 있다. 통일 정권이 성립된 이후 대왕이 본거지를 야마토로 옮겼기 때문에 야마토 정권 또는 야마토 조정이라 부른다. 이로써 야마토 정권을 일본사에 등장하는 최초의 국가로 생각할 수 있다. 야마토 정권의 대왕 후손이 현재 천황이다.

## 류큐민족과의 관계
류큐인을 야마토 민족에 포함시킬 것인가, 별도의 민족으로 볼 것인가에 대해서는 논쟁이 있다. 오리구치 시노부(折口信夫)는 류큐인이 원시 일본인(일본어: 原始日本人)에 속한다고 주장한 반면, '야나기타 구니오'는 남쪽에서 온 일본인의 조상 중 일부가 류큐 제도에 남고 나머지가 일본 열도에 도착하여 야마토 민족이 되었을 것이라 추측했다. 현대 국제학계의 정설은 야요이인은 한반도에서 주로 건너갔다고 인정하고 있다.

## 같이 보기
- 일본인
- 야마토
- 야요이인
- 조몬인
- 도래인
- 아이누족
- 류큐 민족
- 일본의 민족 문제
- 야마토 시대
- 야마토국

## 참고 문헌
- 「살아있는 세계사 교과서」, 말 달리는 한반도 - 일어서는 일본, 전국역사교사모임 저, 휴머니스트(2005년, 179~187p)
- 「세계의 교과서 한국을 말하다」, 미국에 살아 있는 임나일본부설, 이길상 저, 푸른숲(2009년, 46~51p)